# Caixa racional

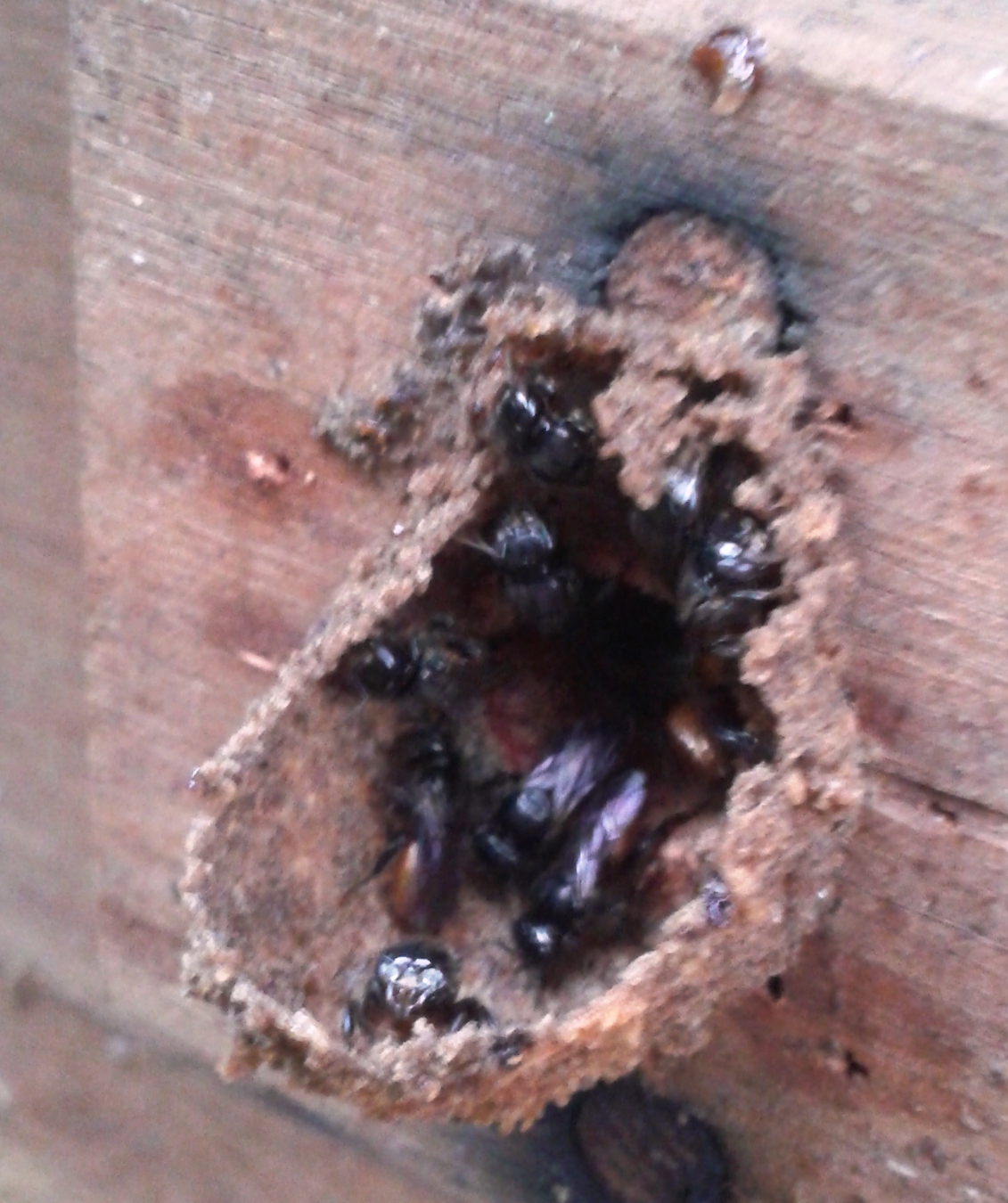
Tubo de entrada de Lestrimelitta limao (abelha limão) em caixa racional

A Caixa racional é um compartimento para acondicionamento de colmeias de abelhas silvestres sem ferrão utilizadas na meliponicultura, em especial as dos gêneros melipona e trigona. Possui a finalidade de facilidade de manuseio dos enxames de acordo com o propósito da criação. Ela é dividida, em geral, em dois compartimentos (ninho e melgueira) confeccionados em madeira ou concreto, imitando as características fisiológicas que as colmeias encontram na natureza. O local de instalação das caixas racionais para a criação de abelhas sem ferrão é chamado de meliponário. Existe também a chamada caixa rústica, diferente da Caixa racional, ela não possui características desenvolvidas com finalidades distintas além do abrigo para o enxame, como o cortiço (tronco seccionado retirado da natureza). Os primeiros modelos de Caixa racional foram desenvolvidos no Brasil em 1953.

## Compartimentos

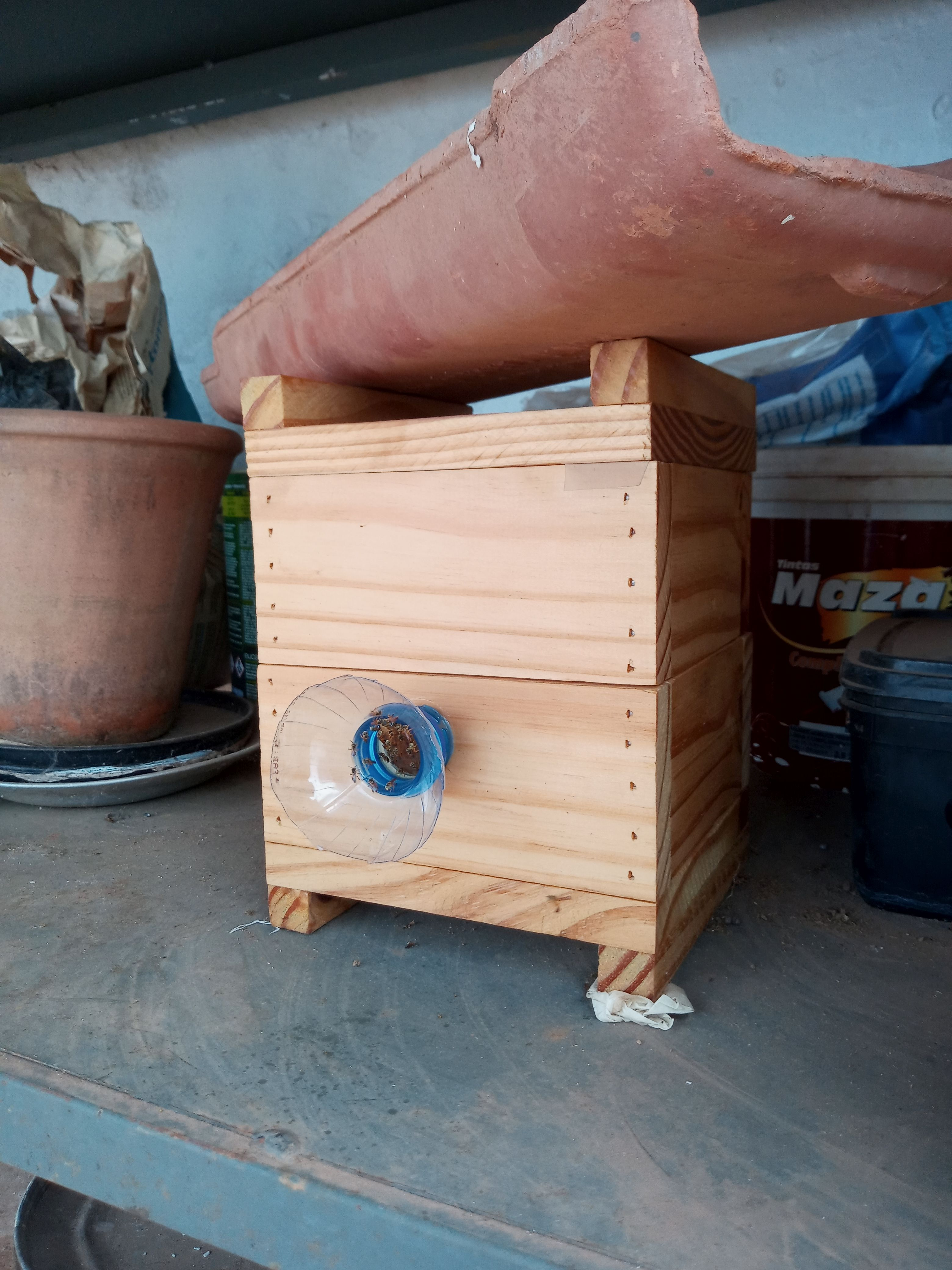
Jataí (Tetragonisca angustula) em caixa racional modelo INPA, com ninho e sobreninho

### Ninho
Para cada espécie de abelha são necessárias características distintas de tamanho e formato para que a rainha e suas operárias tenham condições de produzir novas abelhas adequadamente. Algumas espécies põem ovos em discos horizontais e outras em cachos semelhantes a uvas. O ninho é a parte que ficará os discos/cachos de cria e a entrada para a colônia. O ideial são caixas racionais com espaço para o ninho no tamanho ideal de cada espécie. Em caixas modulares que possuam divisão em ninho e sobreninho, se o criador não tiver interesse em fazer a multiplicação artificial da colônia, a parte do ninho tem o tamanho do ninho e sobreninho somados, em peça única.

### Sobreninho
Este compartimento não existe em todos os modelos de caixas racionais, apenas nos modelos modulares devidamente concebidos para isto, como por exemplo caixas modelo INPA. Desta forma, quando o meliponicultor possuir a finalidade de multiplicação de enxames de forma não-natural, a maneira mais indicada é através do sobreninho neste modelos. Dessa forma é possível dividir os discos de cria de maneira bem facilitada reduzindo os riscos de romper as células de cria ou causar danos à rainha. A opção de sobreninho é apropriada para as espécies dos gêneros trigona quando existe a presença de realeiras e para o gênero melipona pode ser feita a divisão sem esta preocupação se tem ou não realeira, uma vez que não a produzem, pois 25% (em média) das larvas novas se tornam novas princesas por tendência genética. 

### Melgueira
Espaço destinado à alocação dos potes sobressalentes de mel e pólen. Nos modelos de caixa racional modulares, costuma ser um compartimento de fácil remoção e recolocação para retirada do mel.

## Materiais construtivos

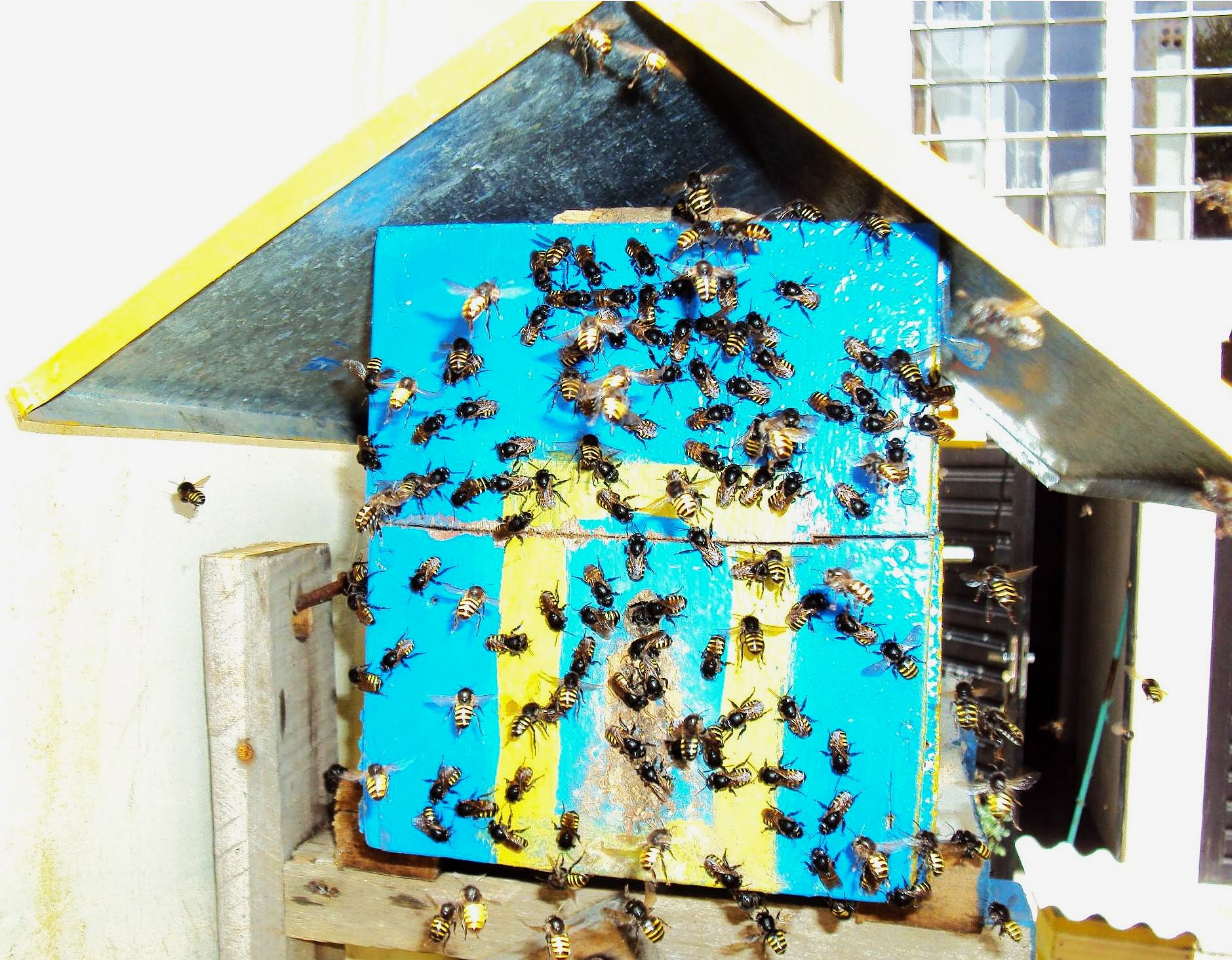
Colônia de Mandaçaia em Caixa racional confeccionada em madeira

O material utilizado para a confecção da caixa racional é prioritariamente a madeira, tendo também experimentos em concreto, isopor, mistura de concreto com isopor e outros materiais que possuem características de isolamento térmico, acústico, de umidade e de luminosidade e a proteção contra predadores e intempéries. As madeiras utilizadas devem ser, de preferência, aquelas que não possuem cheiro forte, uma vez que madeiras muito odoríferas podem incomodar as abelhas. A madeira de pinus é a mais utilizada para construção de caixas, por ter cheiro suave (depois de seca), ser macia e barata, mas há quem utilize madeiras mais duras, que tornam o peso das caixas maior e, a depender do tipo de madeira, mais cara. Há no mercado empresas que fabricam caixas de modelo INPA feitas em plástico com a parte interna das paredes de isopor, oferecendo excelente conforto término. Elas são mais caras que as caixas feitas em madeira, mas, de acordo com a empresa, por ser feita de plástico e isopor são extremamente duráveis compensando sua compra, diferente das caixas de madeira que tem uma vida limitada pela deterioração natural da madeira pela umidade, por exemplo, ou pelo ataque de cupins.

## Acessórios

### Alimentador
Em épocas como o inverno em que a disponibilidade de alimentos para as abelhas é pouca, os criadores podem optar (ou serem obrigados) a alimentar suas abelhas com xarope por meio de um alimentador visando substituir o néctar que as abelhas procuram. Existem vários tipos de alimentadores, existem alimentadores comunitários onde as abelhas vão em um determinado ponto onde o meliponicultor disponibiliza o xarope a elas, há alimentador interno que atende demandas específicas de abelhas que estão em certas caixas. Há também quem coloque um copinho dentro da caixa colocando o xarope para as abelhas, abrindo a caixa para isto. O xarope feito para alimentação artificial é, normalmente, feito numa proporção igual de água e açúcar (há receitas usando mel de apis melifera). São colocados no liquidificador 500 gramas de açúcar e se completa com água até que atinja 1 litro, em seguida a mistura é batida por 3 minutos e está pronto para ser fornecido, podendo ser guardado em geladeira por alguns dias. Deve ser fornecido xarope suficiente para que elas suguem tudo, de preferência, em um dia, pois se o mesmo xarope ficar muito tempo a temperatura ambiente ele começará a fermentar e poderá trazer problemas de intoxicação para as abelhas. Uma outra fórmula de xarope é adicionar o suco de 1 limão à mesma fórmula e deixar ferver ao fogo por 30 minutos, isto auxiliará as abelhas a digerir melhor a glicose e ajudará a manter o xarope mais tempo sem problemas com intoxicação, tanto a temperatura ambiente como na geladeira. Algumas espécies são mais difíceis de aceitar o xarope, como é o caso da jataí, devendo ser feitas alterações na proporção do xarope até encontrar a mistura ideal que elas aceitem.

### Armadilha para forídeo
Forídeos são insetos da família das moscas e mosquitos, são muito rápidos, tanto no ar como andando em superfícies e são um dos maiores predadores e problemas que as abelhas têm. Toda uma colônia pode ser destruída por um ataque de forídeos, eles entram na colmeia, as fêmeas depositam milhares de ovos nos potes de mel ou pólen e as larvas desenvolvem-se muito rapidamente, comendo tudo. Quando terminam de comer o mel ou o pólen, começam a comer a cera da colônia e até mesmo as larvas de abelhas que estão em desenvolvimento dentro dos favos, matando a colmeia. Em colônias sadias os forídeos não costumam ser um problema, as abelhas vigiam e caçam essas ameaças, mas em colônias fracas ou recém transferidas de iscas para caixas podem ser um problema (nas transferências das abelhas da isca para a caixa elas ficam desorientadas no novo local demorando de 1 a 2 dias para se estabilizarem na nova morada - enquanto elas estão assim pode acontecer o ataque de forídeos). Por conta disto, há a possibilidade de se criar armadilhas para forídeos usando uma mistura de vinagre e um pouco de detergente. O vinagre tem um cheiro bem parecido com o do pólen e o detergente serve para que o inseto não consiga sair depois de cair no vinagre, morrendo afogado. As armadilhas podem ser externas colocadas próximas das colônias que se tem a pretensão de proteger ou dentro da colônia, mas há meliponicultores que não apoiam a ideia de colocar dentro da colônia uma vez que você está colocando uma armadilha dentro do local que se quer proteger atraindo ainda mais forídeos para dentro da colônia, optando pela técnica de assoprar os forídeos de dentro da caixa caso já estejam lá dentro.

### Funil

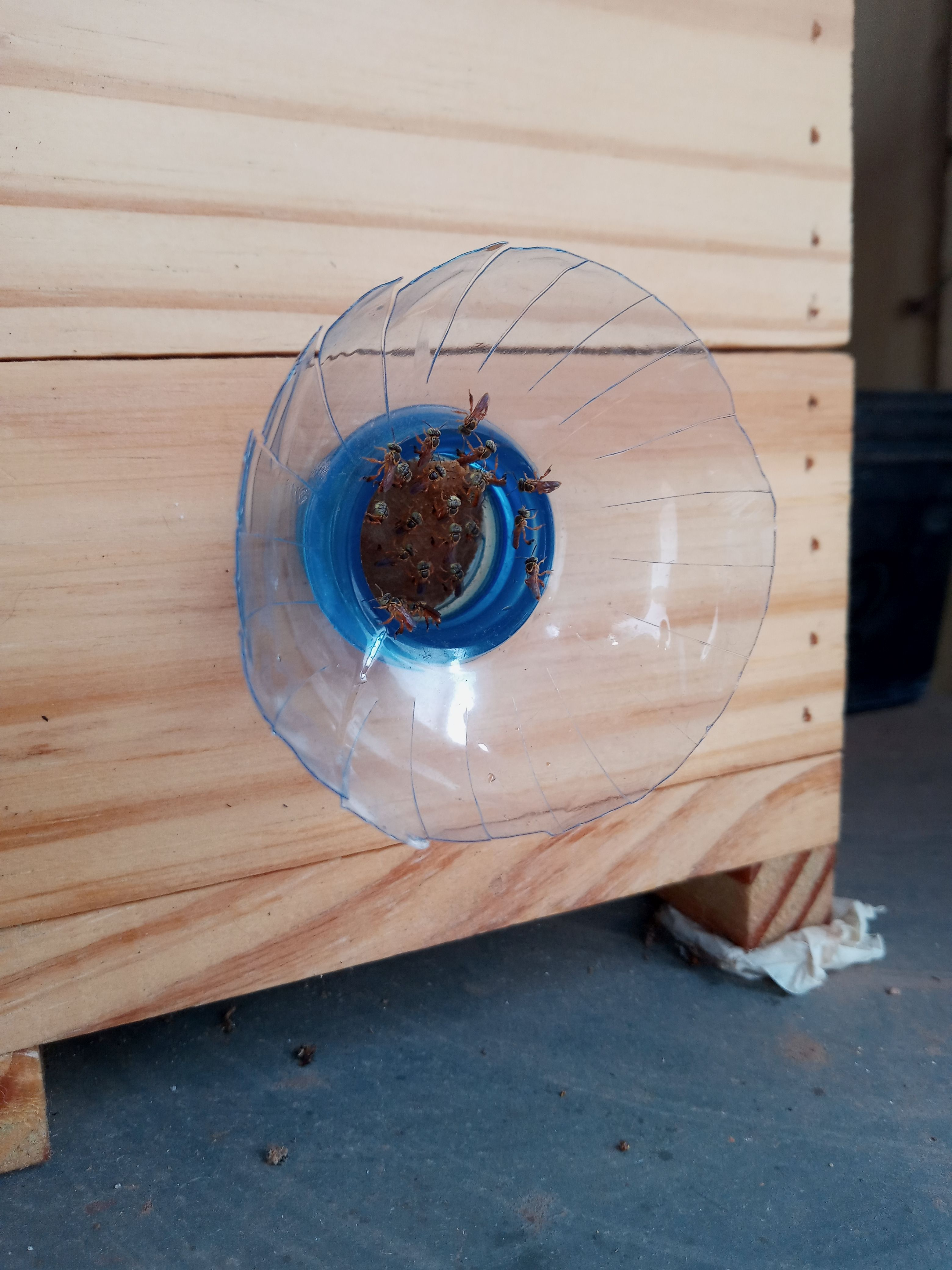
Funil de entrada feito com a parte superior de uma garrafa de água mineral. Este funil fornece proteção às abelhas de formigas, lagartixas e outros predadores. Pode ser colada na entrada da caixa com cola atóxica

Utensílio que serve para prevenir o ataque de predadores como a lagartixa, pererecas, formigas, dentre outros. É instalado na entrada da caixa e pode ser confeccionado com a parte superior de uma garrafa tipo pet.

### Aquecedor
Em algumas regiões com invernos mais frios, os meliponicultores podem optar por utilizar aquecedores ou deixar suas colônias em um local mais quente, aquecido ou protegido do frio de alguma maneira. A desvantagem é que no caso do uso de aquecedor há um gasto de energia e um custo financeiro para comprar um aquecedor ou em criar outras formas de aquecer as colônias. A melhor maneira de evitar o uso de aquecedor ou derivados é utilizar caixas com espessura de material suficiente para garantir conforto térmico ideal às abelhas, pelo menos o dobro de espessura para as regiões subtropicais comparadas às caixas para regiões tropicais. Deve-se ainda se atentar que há regiões muito frias nas zonas tropicais necessitando de caixas igualmente mais espessas, como as regiões serranas. É necessário lembrar que as abelhas no gênero meliponini habitam a faixa tropical e subtropical do planeta, elas não existem em faixas temperadas do planeta onde as temperaturas no decorrer do ano costumam ser muito mais baixas comparadas às temperaturas nas zonas tropicais. Já houve tentativas de se introduzir, artificialmente, tais abelhas em zonas temperadas. No experimento na França as abelhas não sobreviveram aos rigores do inverno europeu. Nos Estados Unidos da América, em alguns estados como Utah, Califórnia e Arizona, a maioria definhou rapidamente tendo algumas poucas que sobreviveram por até 8 anos.

### Túnel ou labirinto
Na natureza, a grande maioria das abelhas sem ferrão costumam fazer um túnel na parte interna de sua colônia antes de ter acesso, de fato, ao local, ainda que haja espécies que não façam pito de entrada. Este túnel tem como principal propósito auxiliar na defesa da colônia para ataques de predadores, o que significa que a invasão de forídeos, formigas ou abelhas saqueadoras se torna muito mais difícil com a presença de um túnel. Porém, uma vez que uma abelha sem ferrão é transferida para uma caixa racional nem sempre fazem este túnel, ficando bastante vulneráveis, pois quando não fazem o túnel a entrada da colônia fica ao lado dos discos de cria (na grande maioria das vezes) fazendo com o que os predadores causem prejuízos de maneira muito facilitada. Como solução a este problema, diversos meliponicultores optam por diferentes soluções, criando artificialmente tais túneis. Entre as soluções há aqueles que colocam uma mangueira, pelo lado de dentro a partir da entrada, de comprimento mínimo de 20 centímetros com espessura variável (a depender da espécie), mas, em média, as abelhas cujo porte varia de 6 a 10 milímetros de comprimento se utiliza de mangueira de 10 milímetros de diâmetro. Há aqueles que constroem um caminho interno pela própria madeira da caixa saindo em uma determinada posição. Há aqueles que fazem tal túnel por meio da colocação de uma madeira pregada ou colada pelo lado de dentro ou de fora da caixa (simulando um caminho na madeira antes de entrar, efetivamente, no buraco) e ainda há labirintos artificiais construídos em plástico vendidos por algumas empresas.

## Modelos
Existem diversos modelos de caixas para abelhas do gênero Meliponini, cada qual com vantagens e desvantagens, mas todas compartilham os ideais de segurança e conforto para os enxames e propósito de facilidade de manuseio e de sua confecção. É necessário se atentar a espessura do material utilizado, uma vez que em regiões mais frias são necessárias caixas com espessura de material maior para proteção térmica, assim evitando das abelhas definharem para o frio. Em média, em regiões mais frias (subtropicais) as caixas precisam de espessura de pelo menos o dobro da recomendada para regiões mais quentes (tropicais), ainda sim deve se ter cuidado em regiões tropicais muito frias como regiões serranas que podem chegar a temperaturas de 2º Celsius, o que exige caixas com maior espessura como se fosse regiões subtropicais. Também é necessário se atentar ao tamanho ideal de caixa para cada espécie, caixas excessivamente grandes para espécies que fazem ninhos pequenos sobrará muito espaço dentro da caixa não utilizado, podendo servir de morada para outros moradores indesejados como traças ou elas terem sérias dificuldades em gerar calor dentro da colônia para o conforto térmico (já que boa parte do calor gerado pelas abelhas se perderia para as partes vazias da caixa). O ideal são caixas no tamanho certo para as colônias ocuparem o espaço interno adequadamente.

### Horizontal

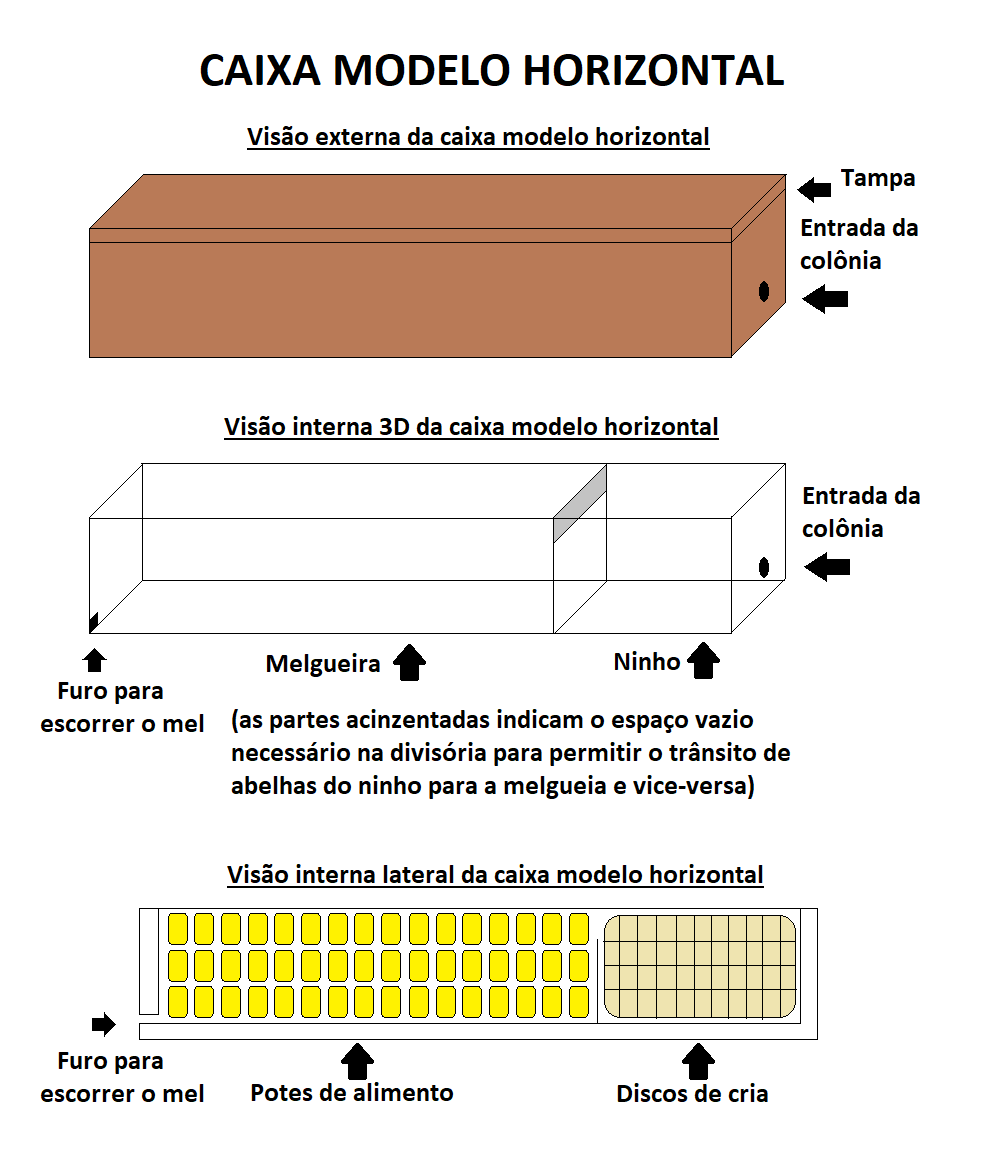
Caixa modelo horizontal

É uma caixa muito tradicional e antiga, divida em ninho e melgueira, mas muitas vezes não possui divisões físicas com espaços delimitando tais áreas. A parte de cima da caixa é uma tampa não pregada, firmada de modo que seu próprio peso faça ficar bem vedada ou fixada em dobradiças e um fecho para firmar a tampa. A vantagem deste tipo de caixa é a simplicidade máxima e desejável para o manejo das colônias. As desvantagens deste modelo é que possui um manejo um pouco complicado para retirada de mel, sendo necessário que se retire uma tampa de um buraco feito em um dos cantos da caixa (normalmente fica do lado da melgueira), em seguida precisará rasgar/destruir todos os potes de mel para que ele escorra para o fundo da caixa e inclinar a caixa para que todo o mel escorra por este buraco. O problema é que neste processo o mel pega diversos contaminantes que existem dentro na caixa (sujeira/lixo das abelhas do fundo da caixa, detritos da madeira e das próprias abelhas, ácaros, etc), sendo necessária uma boa filtragem, além de pasteurização do mel, para tirar estes resíduos (alguns defendem que abelhas do gênero melipona não devem usar este tipo de caixa, pois existirá a possibilidade delas usarem fezes de animais misturadas com resina para fazer batume ou para enfeitar a entrada da colônia, caso haja escassez de barro no local); enxames grandes em caixas muito grandes (muitas vezes feitas em madeira de lei, pesada e densa) exigem muito esforço e cuidado para incliná-la, algumas vezes necessitando de duas pessoas para fazer o serviço; ficar esperando para todo o mel escorrer até o buraco e esgotar (parte do mel percorre a caixa inteira antes de chegar ao buraco e se o mel for muito denso, como em algumas espécies, demora muito mais); e o desconforto para a colônia ao inclinar toda a caixa para retirada do mel (e a grande possibilidade de se afogar as larvas no alimento larval das posturas mais novas por conta disto). Esta desvantagem deixa de existir quando a retirada do mel é feita usando uma seringa, ou um sugador manual ou elétrico em vez de escorrer o mel pela caixa, tornando todo o processo muito mais limpo (apesar de mais demorado), surgindo, por isto, variações neste modelo como o que não apresenta o furo no canto da caixa, com a coleta do mel por sucção. Dentro deste conceito de caixas horizontais, surgiram muitas variações de uso pessoal ou de uso regional, por exemplo, no nordeste do Brasil é muito utilizada a caixa nordestina que é um tipo de caixa horizontal com medidas bem específicas, sendo bastante utilizada também no norte do Brasil e com menos frequência no resto do país. Caixas horizontais cuja tampas sejam fixadas por meio de dobradiças e aldravas é chamada de caixa baú. Para algumas espécies de abelha, como a abelha jandaíra, se adaptam melhor em caixas horizontais do que verticais. Há meliponicultores que defendem que este modelo de caixa sem a divisória interna para delimitar o espaço do ninho e da melgueira é o melhor tipo de caixa que existe por conta que as abelhas podem se readequar dentro do espaço com o tempo se necessário, por exemplo, se os discos de cria estiverem em uma posição que as abelhas não estão gostando por algum motivo, elas podem, aos poucos, reconstruir os discos de cria em uma posição considerada melhor pela ausência de divisória interna, algo que nos outros tipos de caixa não é possível.

### Horizontal modulada
Uma evolução da caixa horizontal, continua com a posição horizontal, mas são acrescentados módulos lateralmente para facilitar o manejo. Há versões com uma caixa inteiriça, mas com módulos internos de melgueira e ninho separando tais partes, lembrando uma caixa modelo AF. Desta maneira é possível retirar seus módulos internos separadamente, quando necessário.

### Vertical

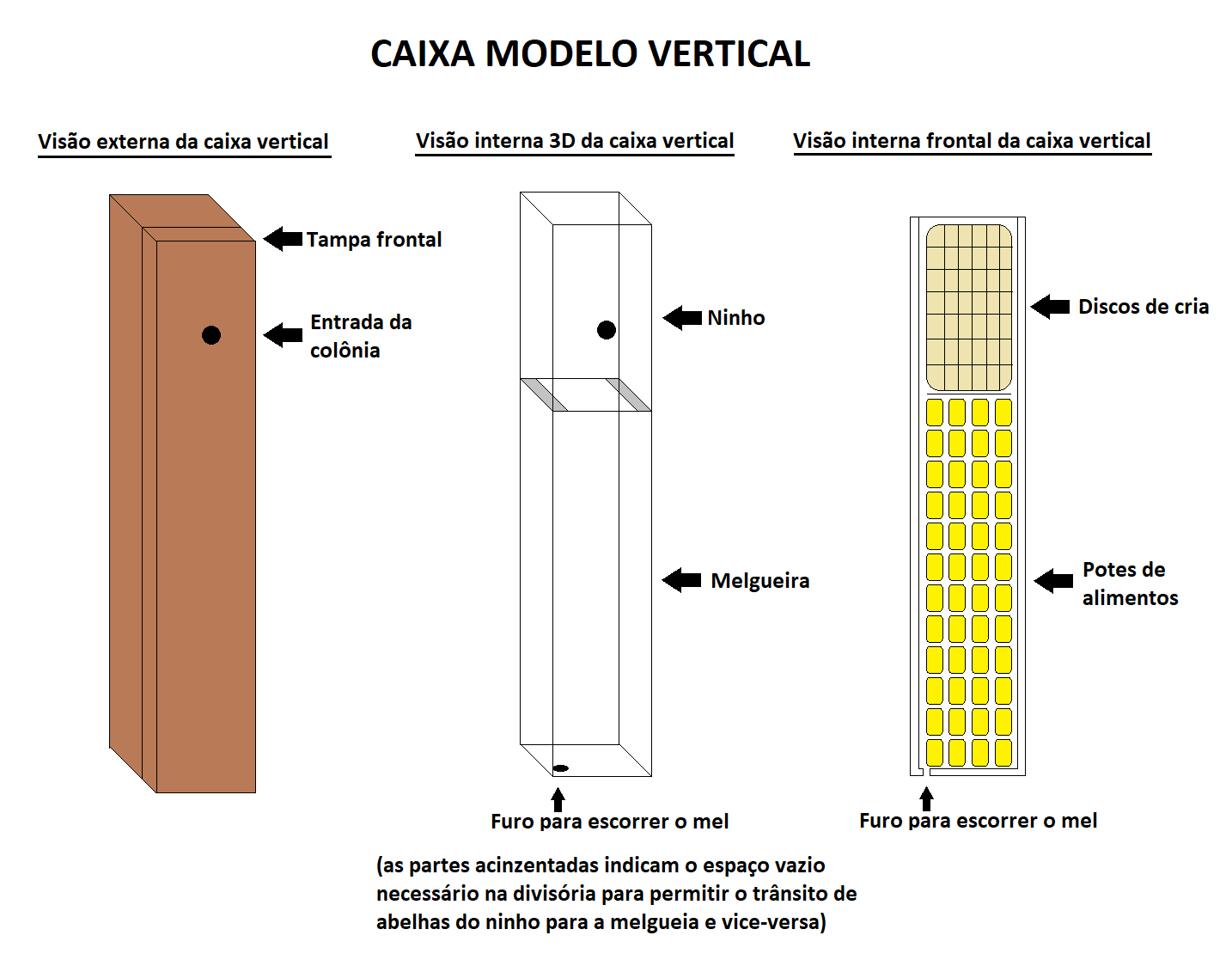
Caixa modelo vertical

Existem vários modelos de caixa vertical, vários deles imitam bastante os princípio da caixa horizontal de simplicidade máxima da mesma, só que na vertical. Para abelhas do gênero Frieseomelitta, por exemplo, não há divisões internas. Já para produção de mel, como é o caso da abelha jataí, para facilitar o manejo do mel, o modelo costuma ser dividido com o ninho com os discos de cria na parte de cima e a melgueira na parte de baixo (ao contrário da natureza onde o ninho com os discos de cria ficam embaixo e a melgueira fica em cima). Assim como na caixa horizontal, a vertical na parede mais baixa da caixa tem um buraco no canto com uma tampa podendo a parede baixa ser moldada como se fosse um funil até o buraco para o mel escorrer com mais facilidade. Assim os potes de mel são destruídos e pela força da gravidade caem até o fundo da caixa e, da mesma maneira que no modelo horizontal, neste processo pode acabar se misturando a contaminantes sendo necessária uma boa filtragem posterior. A variação mais conhecida é o modelo WF, neste modelo não existe buraco no fundo da caixa, é retirado todo o bloco de mel com uma faca cortando-se as laterais e retirando o bloco de mel. Existe também o modelo Bahtts do meliponicultor Marcelo Bahtts, que consiste numa caixa vertical com 2 módulos interno, onde o de baixo é para o ninho e o de cima é para melgueira, bastando retirar o módulo de melgueira quando for coletar mel. Os modelos verticais são bastante utilizados para deixar colônias penduradas por ser uma peça inteiriça, sendo fácil de mantê-los nesta posição por meio de uma corda ou arame pendurada, mas deve-se ter cuidado ao mantê-los apoiados sobre uma superfície, pois devido ao seu formato podem tombar com facilidade. Não é uma caixa recomendada para se fazer divisões, uma vez que os discos de cria não ficam em posição favorável para verificar a existência de realeiras no caso das trigoniformes, com exceção das abelhas com crias em cacho, que não tem este problema.

### PNN

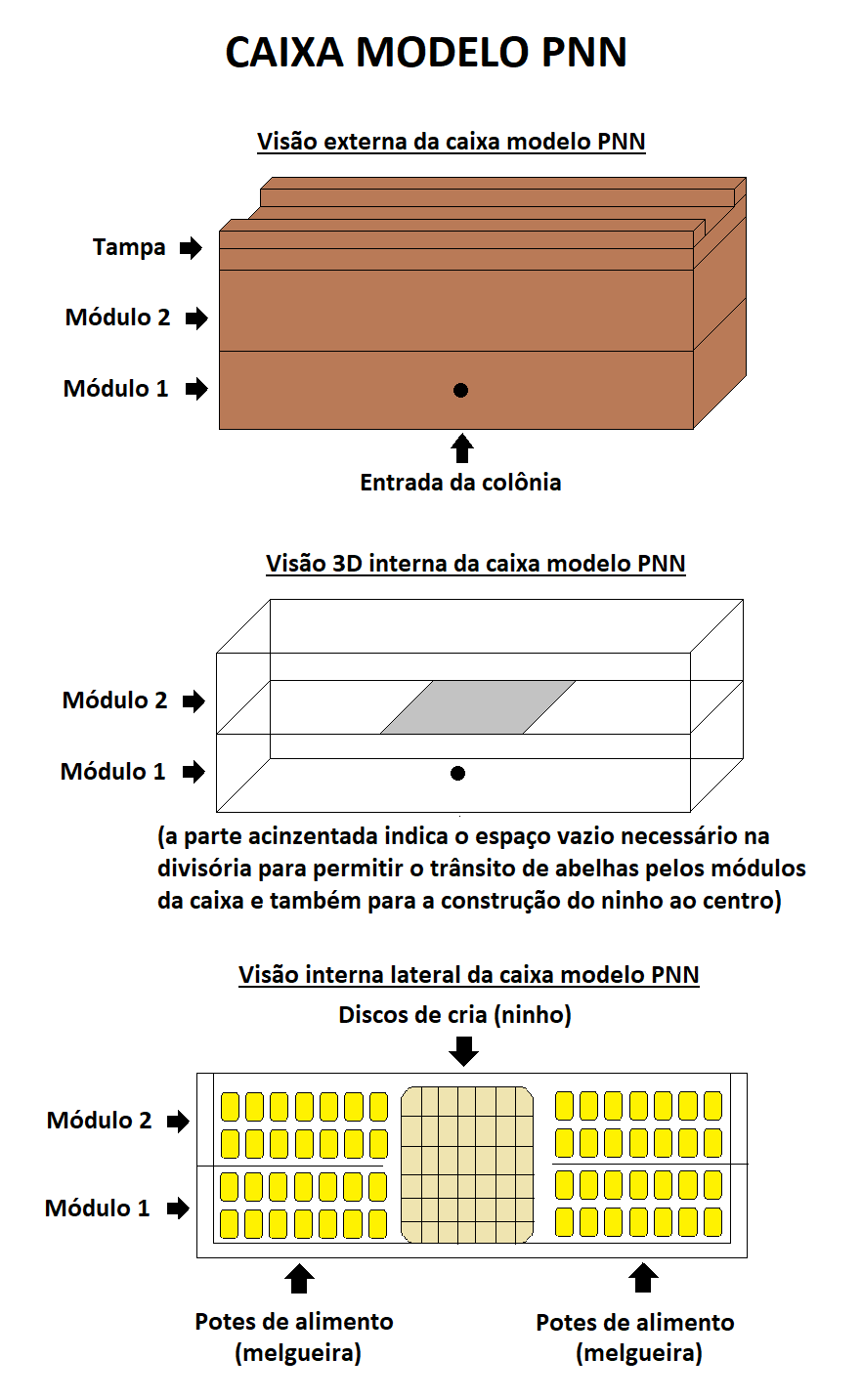
Caixa modelo PNN

Criada por Paulo Nogueira Neto, um dos pioneiros e maiores estudiosos da meliponicultura no Brasil. É um modelo que utiliza módulos que são chamados também de gavetas. Seu uso foi desenvolvido pensando na abelha jataí, mas tem funcionando bem para outras espécies como mandaçaias. Os módulos são maiores na horizontal e menores na vertical, mais largos e menos altos, com um formato retangular (parecida com a caixa horizontal), em vez de maior de maneira proporcional. Possui pelo menos 2 módulos (dependendo da espécie pode ter mais) que dividem espaço para ninho e potes de alimento simultaneamente. Este tipo de caixa tem 2 tipos mais conhecidos, o modelo PNN 1 e PNN 2, porém há variações menos conhecidas com algumas modificações, como a versão que não existem varetas (que servem de limitador físico para os potes de alimentos não ficarem colados no fundo da próxima gaveta). O chamado tipo 1 o ninho fica de um lado e os potes com alimento do outro lado. O chamado tipo 2 o ninho fica no centro com os potes de alimento nos dois lados do ninho. A vantagem desta caixa é que é muito fácil retirar discos de crias caso necessário. A desvantagem é que não é o tipo de caixa mais adequada para retirada de mel, dando bastante trabalho sua retirada por meio das gavetas, uma vez que o ninho ocupa os dois módulos e a retirada das gavetas de ambos os módulos causará bastante estresse às abelhas pela destruição do invólucro do ninho e da inevitável separação do disco de cria por conta da separação dos módulos para retirar deles o mel. É uma caixa bastante útil para colônias das quais não se pretende fazer extração de mel ou outros produtos das abelhas, permitindo ainda sim o manejo de manutenção, caso necessário.

### INPA

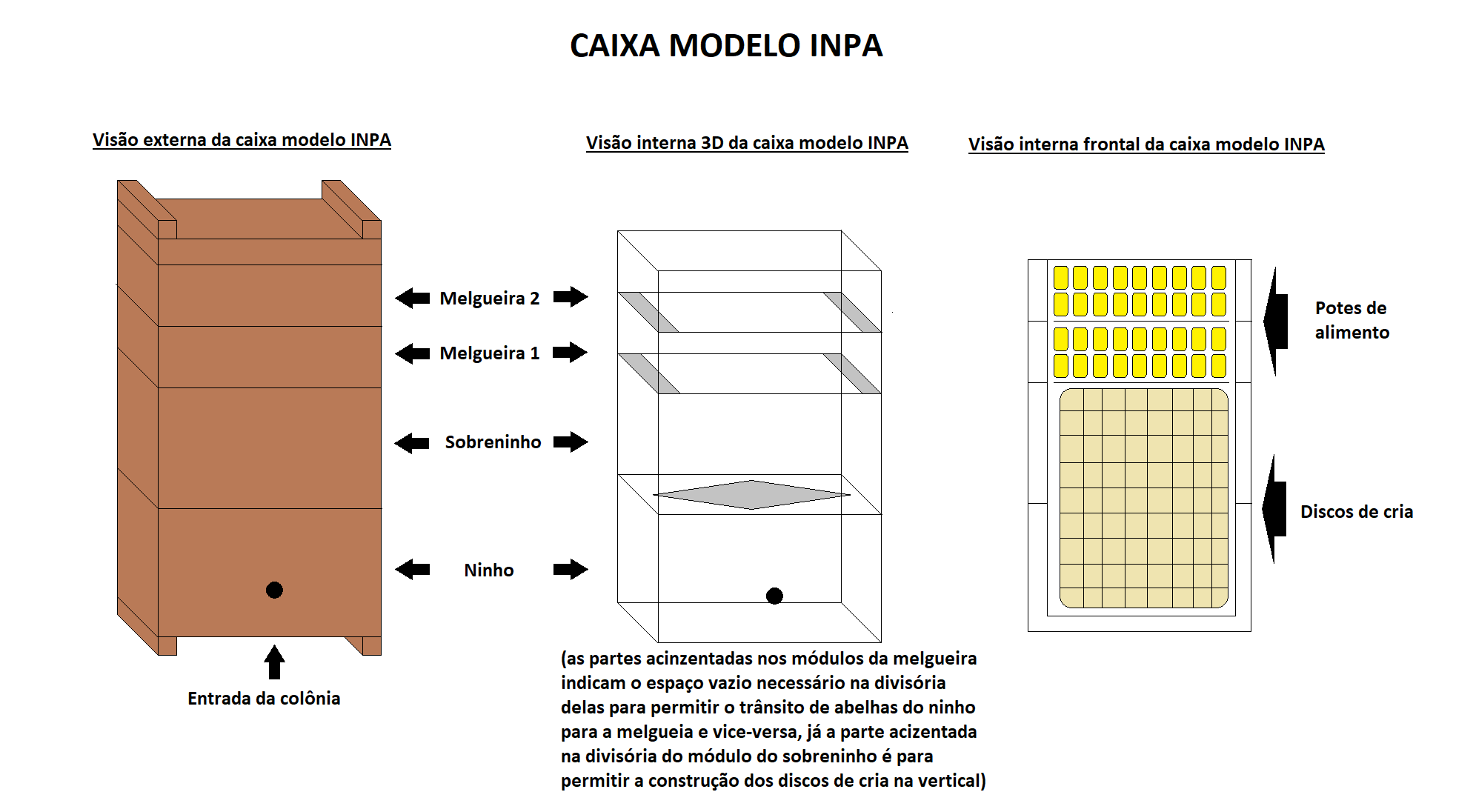
Caixa modelo INPA

É o modelo mais utilizado no Brasil, foi criada pelo pesquisador angolano Virgínio Portugal Araújo e aprimorada pelo pesquisador brasileiro Fernando Oliveira do INPA no período que trabalhou no instituto. É uma caixa pensada em um manejo mais fácil que outras caixas criadas antes. Consiste em um tipo de caixa vertical dividida por módulos removíveis colocados um por cima do outro. No geral é composto, de baixo para cima, de ninho (que tem a entrada), sobreninho, melgueira e tampa, sendo a quantidade de melgueiras são duas por colônia quando as caixas são feitas no tamanho correto para a espécie criada, mas se for alguma espécie mais produtiva pode necessitar de mais módulos de melgueira. A tampa é colocada sempre por cima do último módulo para isolar a colônia e a proteger do ataque de predadores e proporcionar o conforto térmico necessário. Entre a tampa e o último módulo é comum ser colocado algum material transparente como o acetato para observação da colônia, para não precisar abrir, efetivamente, a colônia se não for necessário. Uma das vantagens deste modelo é que a retirada de mel é muito fácil, bastará retirar apenas a melgueira desejada, retirar o mel dos potes (por sucção, por destruição dos potes ou "virada de melgueira") e devolver o módulo a colônia. Na retirada do mel por sucção usando uma seringa ou algum sugador elétrico é recomendada a retirada do(s) módulo(s) e colocada a tampa para isolar a colônia, mesmo que seja possível fazer a retirada do mel sem remover a melgueira, para evitar a entrada de forídeos, perda do isolamento térmico e maior estresse a colônia. Outra vantagem deste modelo é que a divisão de colônias usando o modelo INPA é muito simples, bastará retirar o módulo do sobreninho com disco de cria madura ou com realeira e tomar as medidas necessárias para formar a nova colônia como transferência de campeiras, por isto que o módulo do sobreninho tem uma divisória com certo espaço ao centro mantendo uma base, para que a construção do ninho seja fixada nesta parte da divisória do sobreninho para facilitar a divisão ao ser retirada, se desprendendo facilmente da parte abaixo, o ninho. Uma das desvantagens é que esta divisão facilitada funciona muito bem com meliponas, com trigoniformes (com exceção das abelhas com crias em cachos) sempre será necessário a verificação da existência de realeiras, o que pode dar certo trabalho ao se verificar 2 ou 3 módulos da caixa (ninho + 1 ou 2 sobreninhos). Uma crítica existente em relação a caixa INPA é que ela, supostamente, não isola termicamente bem a colônia, por conta das excessivas junções que tem entre um módulo e outro e isto seria o motivo de que, nestas caixas, espécies como meliponas enchem excessivamente de geoprópolis as bordas dos módulos e as frestas da tampa da caixa para tentar manter a temperatura interna estável, também seria o motivo pelo qual scaptotrigonas fazem a mesma coisa, só que com resina, sendo este problema reduzido quando os módulos das caixas estão muito bem alinhados e encaixados. A posição dos módulos imitam a construção dos ninhos na natureza, uma vez que na natureza, em espaços verticais, as abelhas constroem seu ninho embaixo e os potes de pólen e mel são construídos acima do ninho. Existem algumas pequenas variações dentro deste modelo, a mais comum é a que possui em vez de 4, possui 5 partes. A parte extra é uma base baixa que possui o furo para entrada da colônia, sendo colocada por cima dela o ninho e o sobreninho que são indistinguíveis (no modelo padrão a parte do ninho possui o buraco para entrada da colônia). Os meliponicultores que adotam esta variação a utilizam para facilitar a divisão artificial da colônia, se os discos de cria estiverem maduros em qualquer um dos módulo (ninho ou sobreninho) é possível removê-lo para criar uma nova colônia sem ter problemas com a entrada da colônia que neste modelo é independente.

### JCW

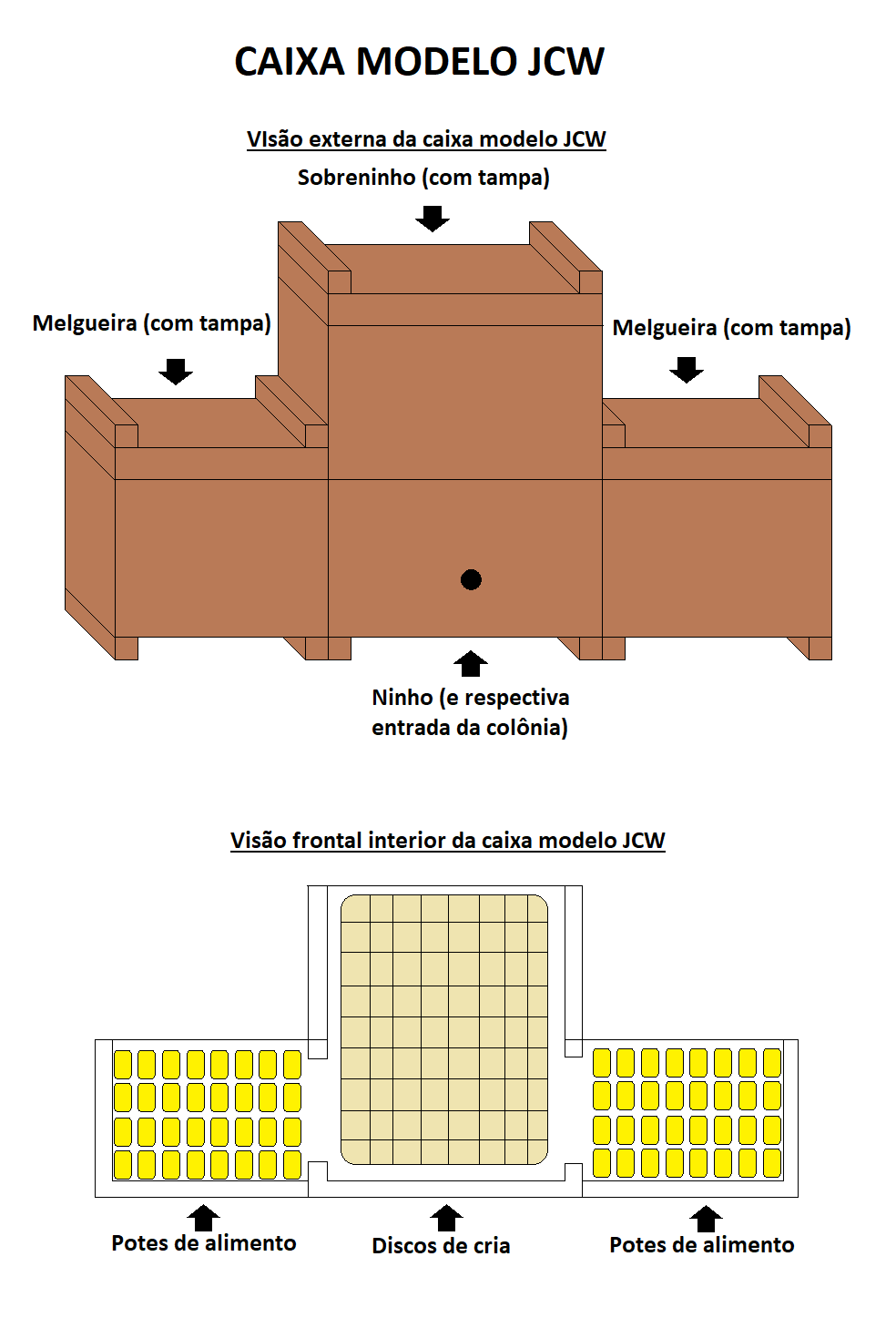
Caixa modelo JCW

Criada pelo meliponiculto José Carlos, é outro modelo que utiliza os mesmos princípios da caixa modelo INPA, porém os módulos de melgueira são colocados lateralmente aos módulos do ninho e sobreninho. Ninho (se não tiver sobreninho), sobreninho e melgueiras possuem tampa e caso seja feita a retirada de uma melgueira, é necessário usar uma tampa lateral para isolar o ninho ou colocar um módulo vazio. A desvantagem deste modelo são as diversas tampas superiores necessárias para isolar a colônia no uso e manutenção dos módulos. Há uma variação no modelo onde o ninho (e a entrada) fica em cima e o sobreninho fica embaixo, com a melgueira se conectando lateralmente ao ninho em cima, ficando uma caixa no formato de "T".

### AF

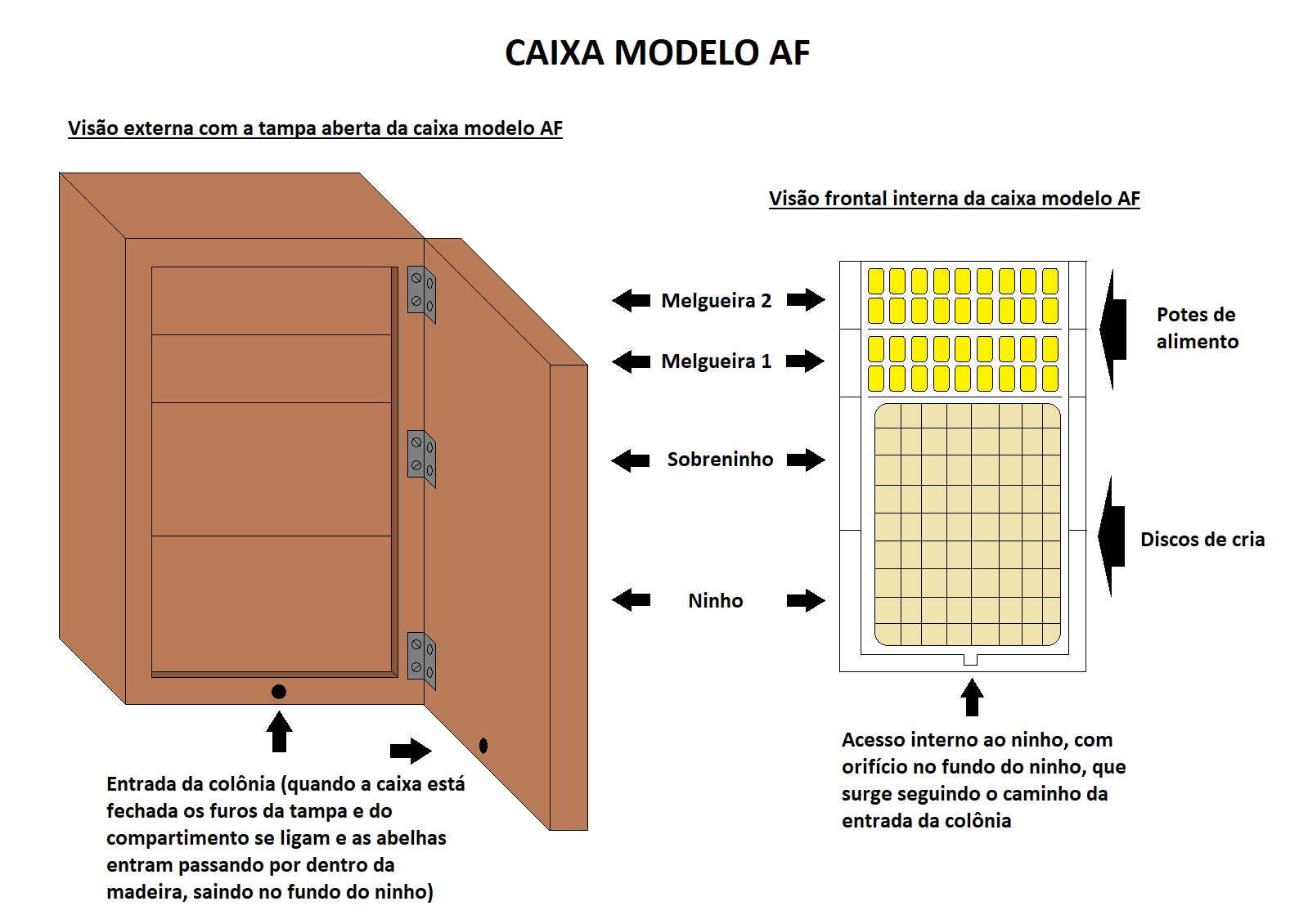
Caixa modelo AF

É um modelo criado pelo meliponicultor Ailton Fontana, que também é em referência ao seu apiário, o Apiário Flamboyant. Este tipo é muito parecido com o modelo INPA, a diferença é que os módulos ficam dentro de um compartimento de madeira, como se fossem gavetas de um armário. Não possui tampa no último módulo por ficar dentro deste compartimento. Utiliza arames no fundo dos módulos em vez de suporte de madeira para apoio físico aos discos de cria e melgueiras. A vantagem é que oferece maior conforto térmico e proteção contra forídeos, por exemplo, a desvantagem é que utiliza maior quantidade de materiais e demanda mais tempo na sua confecção encarecendo sua produção, além da manutenção ficar mais complexa. Outra desvantagem é que por conter partes internas, as abelhas podem propolizar tudo por dentro se tornando muito complicado retirar tais módulos na hora de se retirá-los, puxando-os, por isto para abelhas que propolizam muito, como é o caso das Scaptotrigonas, esta caixa não é nem um pouco recomendada. Este modelo funciona melhor para abelhas do tipo plebeias como jataís, iraís, mirins, dentre outras.

### Novy[22]

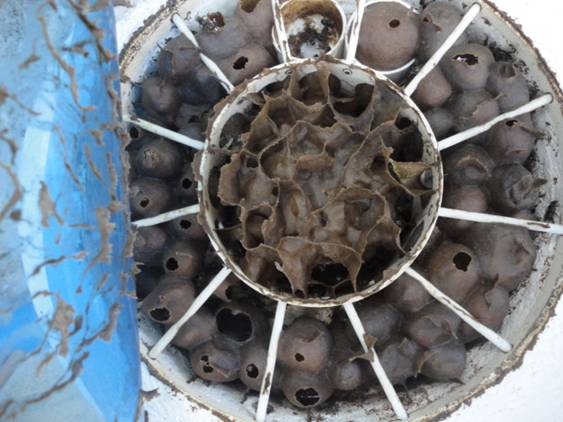
Caixa racional modelo Novy

Esse modelo circular foi desenvolvido por Eurico Novy (Sabará - Minas Gerais - Brasil) por volta de 1990, e possui como principal característica utilizar os potes de alimentos (melários) para proteger a região do ninho (crias) contra variações bruscas de temperaturas. Em espécies de abelhas que necessitam de menos umidade interna dentro da colônia, as peças das caixas são confeccionadas com argamassa, vermiculita e PVC. Nas demais espécies de abelhas sem ferrão o modelo é fabricado com concreto aerado (Concreto Celular Espumoso) e PVC. A principal função dessa variação de argasmassa é propriciar uma caixa com bom isolamento térmico e acústico, na umidade propicia a espécie criada. Com essas argamassas a relação peso/volume fica em torno de 450 Kg/m3. 
A caixa é constituída de duas peças diferentes: 1) - Tampa/fundo. 2) Pavimentos.
Geralmente a caixa possui um fundo, três pavimentos sobrepostos e uma tampa.
Cada pavimento possui a altura interna equivalente aos potes de alimentos da espécie criada , ou seja, pode ter as alturas de 2 cm (Jataí, Plebeia, Mirim-preguiça, etc), 4 cm (Mandaçaia, Mandaguarí, Guaraipo, etc) ou 6 cm  (Uruçú-amarela e Uruçú-nordestina). Cada pavimento, possui ainda duas versões: A) uma para discos de crias que possuem, em média, 10 cm de diâmetro. Nesse caso o pavimento possui o diâmetro interno de 20 cm e diâmetro externo de 25 cm. B) a outra para discos de crias que possuem, em média, 15 cm de diâmetro. Nesse caso o pavimento possui o diâmetro interno de 30 cm e diâmetro externo de 35cm. Hoje já existem caixas com pavimentos para abelhas Guaxupé (Trigona hyalinata) com área para os discos de crias com 25 cm de diâmetro. Nesse caso cada pavimento possui o diâmetro interno de 50 cm e diâmetro esterno de 55 cm.
A região da cria (ninho) fica no centro de cada pavimento e é separada da região dos potes de alimentos por um anel de PVC que contem 12 furos. Os furos são para facilitar a locomoção das abelhas entre a região da cria e a região do mel.
A região do mel (melário) contorna a região da cria e tem, como uma das finalidades, regular (absorvendo/cedendo) a temperatura do ar que entra na caixa, antes deste alcançar a região do ninho, que é sensível á variações bruscas de temperaturas.
Outras caixas com modelos redondos foram desenvolvidos e confeccionados a partir deste projeto que muda: a concepção de que nas abelhas sem ferrão (Meliponini) os potes de alimentos ficam em melgueiras por cima da área dos discos de crias (ninho), pela concepção de que nas abelhas nativas brasileiras (Meliponini) os potes de alimentos (melários) ficam no entorno da região da cria e estes ajudam as abelhas na regulação da temperatura da colônia.  Atualmente diversas argamassas com o objetivo de se obter isolamento térmico/acústico utilizando vermiculita, Concreto Celular Espumoso, isopor (EPS) e outros materiais alternativos são utilizados levando em conta o manejo das abelhas nesse modelo de caixa. 

### Caixas para abelhas com crias em cachos ou similares
Existem algumas espécies de abelhas sem ferrão que não constroem suas crias em discos, mas em cachos que lembram cachos de uva. Este formato permite a estas abelhas uma grande flexibilidade de uso de espaços internos em ocos muito irregulares na natureza, aproveitando bastante estes espaços, como pequenas galerias em troncos. Algumas destas espécies são a Frieseomelitta languida (Mocinha-preta), Frieseomelitta varia (Marmelada), Frieseomelitta doederleini (Moça-branca), Leurotrigona muelleri (lambe-olhos), dentre outras. Para quem tem foco em divisão, estas abelhas precisam de tipos especiais de caixas racionais para facilitar a sua divisão, por exemplo, uma vez que a construção dos seus ninhos não tem um padrão bem definido se adaptando de acordo com a necessidade/disponibilidade de espaço. Existem vários modelos de caixas racionais que buscam a maior eficiência possível na criação racional deste tipo de abelha para divisão, alguns dos mais utilizados é o modelo Moreira e o modelo SH.

### Didática
É um modelo de caixa com propósito apenas educacional, é uma caixa com material externo de madeira ou plástico, como qualquer outra caixa, mas os compartimentos internos são fechados por paredes de plástico ou vidro transparente. O objetivo é a visualização da colônia para fins de educação ambiental, porém podem ser caixas que além de serem didáticas, podem ter a facilidade para divisão assim como as caixas para abelhas de cacho de crias.

### Outros tipos pouco conhecidos ou utilizados
Há outros modelos de caixas racionais como os modelos Kerr, Capel (horizontal e vertical), baiano, Isis, Maria, Juliane, dentre outros tipos. Muitas são meio que variações de caixas mais comuns utilizadas, outras apresentam um desenho mais diferenciado. No geral estas caixas são pouco práticas e/ou são de difícil construção e/ou não se mostrando interessantes o suficiente para serem usadas comparadas a outras caixas mais tradicionais.

### Caixas para abelhas de chão

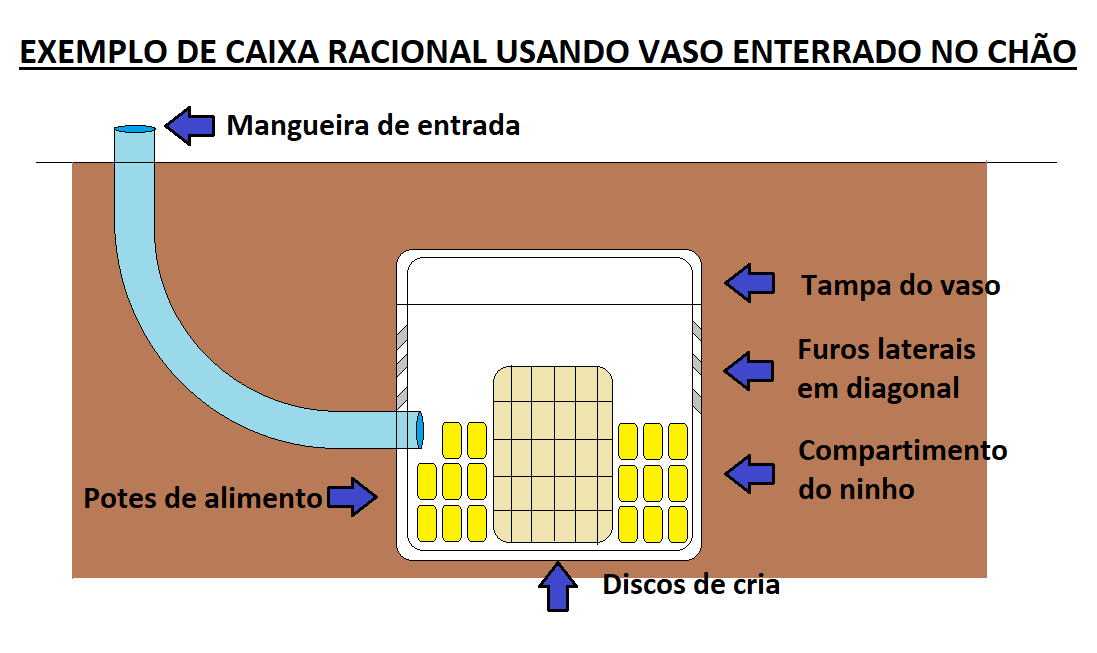
Caixa racional de vaso no chão

Há diversas espécies de abelhas sem ferrão que nidificam no chão ou em cupinzeiros e para serem criadas em caixas racionais elas precisam de ambientes preparados que imitam seus lugares, pois várias delas, por algum motivo (umidade, simbiose, etc), precisam deste contato com a terra ou barro ou com o próprio cupinzeiro. Espécies que têm relação de simbiose com cupins sua criação em caixa de madeira é impossível. Já espécies que não tem simbiose com outros seres vivos, já foram feitas tentativas de se transferir tais abelhas para caixas racionais feitas de madeira e na grande maioria das vezes elas perecem algum tempo depois, uma das poucas que se adaptam bem em caixa de madeira é a Partamona helleri (boca de sapo) se existirem estruturas que permitam uma excelente ventilação interna (caso contrário, a colônia acumulará umidade e definhará) e a Paratrigona subnuda (jataí da terra) que se adapta em caixas de madeira puras. Também foram feitas tentativas de se usar caixas feitas de cimento, que apresentou melhores resultados, mas ainda sim não é a ideal. Deste modo a utilização de vasos de cerâmica ou vasos de barro (sem o processo de endurecimento para transformá-lo em cerâmica) tem se mostrado uma alternativa melhor. Estes vasos podem estar enterrados no solo ou em vasos maiores, com uma mangueira conectando a entrada do vaso até a superfície. O vaso de cerâmica tem se mostrado uma alternativa, porém ainda sim não é o ideal gerando problemas, por isto alguns meliponicultores estão optando por fazer pequenos furos na lateral dos vasos em diagonal (na tampa pode gerar problemas com infiltração de água dentro do compartimento em caso de chuva), de baixo para cima para evitar a entrada de água em caso de chuva, para ter buracos conectados diretamente com a terra, permitindo a entrada de umidade da terra para dentro do vaso e, caso as abelhas queiram, fecham o excesso de buracos, mantendo somente o suficiente abertos; ou então colocam o vaso de barro sem fundo, com contato direto com a terra. Criar abelhas de chão em caixas deste tipo tem se mostrado um desafio bem grande para os meliponicultores que estão tentando criá-las racionalmente, pois muitas vezes com tudo aparentemente feito da maneira certa, as abelhas definham, o que significa que se precisa de maiores estudos e tentativas para descobrir a maneira certa de fazer criação deste tipo de abelha em caixas racionais. Outro fator que tem dificultado a criação de abelhas de chão é que elas naturalmente são muito mais suscetíveis a ataque de predadores como forídeos, formigas e, principalmente, animais terrestres como tatus, quatis, tamanduá, dentre outros, mas criadas em vasos enterrados no chão este recipiente se mostra uma camada de proteção extra para animais terrestres.

## Espaços internos recomendados nas caixas para abelhas sem ferrão
Existem diversos modelos de caixas racionais, porém para dar uma noção geral serão apresentados os tamanhos ideais considerando as caixas modelo INPA. Com base nestas medidas gerais é possível entender e adaptar o tamanho ideal para cada espécie considerando sua litragem total, independentemente do modelo de caixa. As medidas apresentadas abaixo são a medidas internas, ou seja, desconsidera as medidas de espessura da madeira utilizada na construção das caixas (cada região, se mais quente ou mais fria, precisa de espessuras diferentes). Deve-se atentar que no modelo INPA normalmente 2 melgueiras são suficientes para a maioria das espécies, levando-se em conta que há coleta do mel das melgueiras nas épocas propícias gerando espaço para as abelhas as preencherem novamente. Por exemplo, levando em conta que a uruçu amarela pode produzir de 6 a 10 litros de mel por ano e o espaço de 2 melgueiras para a espécie é de 4 litros, será necessária a retirada, no momento apropriado, do mel já depositado ou colocação de mais melgueiras caso se pretenda retirar o mel apenas quando a espécie estiver no seu máximo de mel armazenado.

### Abelhas do tipoUruçu Nordestina,Uruçu Amarela,Uruçu Preta,Uruçu Cinzenta,Uruçu Boca de Renda[35]
Medida interna individual de ninho e sobreninhos: 20x20x7 centímetros
Medida interna total de ninho e sobreninhos (espécies mais populosas como estas precisam de 2 sobreninhos): 20x20x21 centímetros
Medida interna da melgueira: 20x20x5 centímetros
Medida interna total de 2 melgueiras: 20x20x10 centímetros
Observação: boa parte das Uruçus são boas produtoras de mel, muitas delas produzindo mais de 5 litros de mel ao ano, isto significa que no caso de se fazer a retirar do mel somente quando a espécie criada atingir seu máximo, precisará de mais de 2 melgueiras.
Volume total do ninho e sobreninho: 8.400 centímetros cúbicos (8,4 litros)
Volume total de duas melgueira: 4.000 centímetros cúbicos (4 litros)
Volume total: 12.400 centímetros cúbicos (12,4 litros) - arredondando 13 litros

### Abelhas do tipoScaptotrigonas(Canudo, Tubuna,Benjoí, Mandaguari, etc),Borá/Jataízãoe abelhas de gêneros relacionados (Trigonas, Cephalotrigonas, Oxytrigona, etc)[21]
Medida interna individual de ninho e sobreninhos: 20x20x7 centímetros
Medida interna total de ninho e sobreninhos (espécies mais populosas como estas precisam de 2 sobreninhos): 20x20x21 centímetros
Medida interna da melgueira: 20x20x5 centímetros
Medida interna total de 2 melgueiras: 20x20x10 centímetros
Observação: as Scaptotrigonas, no geral, são medianas para a produção do mel, produzindo por volta de 3 litros de mel por ano (dependendo da espécie um pouco mais, um pouco menos, ou até mesmo quase nada de mel), sendo 2 melgueiras suficientes. Já abelhas de outros gêneros podem produzir mais de 3 litros de mel por ano a depender da espécie, como a borá por exemplo, isto significa que no caso de se fazer a retirar do mel somente quando a espécie criada atingir seu máximo, precisará de mais de 2 melgueiras.
Volume total do ninho e sobreninho: 8.400 centímetros cúbicos (8,4 litros)
Volume total de duas melgueira: 4.000 centímetros cúbicos (4 litros)
Volume total: 12.400 centímetros cúbicos (12,4 litros) - arredondando 13 litros
Observação: há divergência de informações sobre o tamanho de caixa ideal em relação a abelhas mais populosas como os variados tipos de scaptotrigona e abelhas parecidas, há fonte informando que o tamanho ideal são 3 módulos (1 ninho e 2 sobreninhos) de 20x20x10, totalizando 12 litros somados de ninho e 2 sobreninhos, com volume total de 16 litros total contando 2 melgueiras. Deve-se, sobretudo, observar o tipo de bioma que a Scaptotrigona criada vive. Em ambiente de mata atlântica serão mais produtivas pela maior disponibilidade de alimentos necessitando mais espaço, em ambientes de cerrado, por exemplo, pela menor disponibilidade de alimentos necessitará de menos espaço.

### Abelhas do tipoMandaçaiaeManduri[37][38]
Subespécie de Mandaçaia MQA e Manduri
Medida interna individual de ninho e sobreninho: 16x16x7 centímetros
Medida interna total de ninho e sobreninho: 16x16x14 centímetros
Medida interna da melgueira: 16x16x5 centímetros
Medida interna total de 2 melgueiras: 16x16x10 centímetros
Volume total do ninho e sobreninho: 3.584 centímetros cúbicos (3,584 litros)
Volume total de duas melgueira: 2.560 centímetros cúbicos (2,56 litros)
Volume total: 6.144 centímetros cúbicos (6,14 litros) - arredondando 6,5 litros
Subespécie de Mandaçaia MQQ
Medida interna individual de ninho e sobreninho: 18x18x7 centímetros
Medida interna total de ninho e sobreninho: 18x18x14 centímetros
Medida interna da melgueira: 18x18x5 centímetros
Medida interna total de 2 melgueiras: 18x18x10 centímetros
Volume total do ninho e sobreninho: 4.536 centímetros cúbicos (4,536 litros)
Volume total de duas melgueira: 3.240 centímetros cúbicos (3,24 litros)
Volume total: 7.776 centímetros cúbicos (7,77 litros) - arredondando 8 litros

### Abelhas do tipoJataíeIraí[21][39]
Medida interna individual de ninho e sobreninho: 12x12x7 centímetros
Medida interna total de ninho e sobreninho: 12x12x14 centímetros
Medida interna da melgueira: 12x12x5 centímetros
Medida interna total de 2 melgueiras: 12x12x10 centímetros
Volume total do ninho e sobreninho: 2.016 centímetros cúbicos (2,01 litros)
Volume total de duas melgueira: 1.440 centímetros cúbicos (1,44 litros)
Volume total: 3.456 centímetros cúbicos (3,45 litros) - arredondando 3,5 litros

### Abelhas do tipo Mirim elambe olhos[21]
Abelhas do tipo mirim são um agrupamento de abelhas muito pequenas e muito numeroso em quantidade de espécies, com a maioria produzindo mel em quantidades desprezíveis (15 mililitros por ano, por exemplo) ou em quantidade muito pequena (100 mililitros por ano, por exemplo), algumas poucas espécies armazenam própolis em quantidades razoáveis, mas a maioria não apresentam produtividade aproveitável de mel nem de própolis, sendo criadas para fins de preservação/conservação/hobby. Considerando isto, as medidas abaixo serão o tamanho interno da caixa e o volume total de espaço interno que necessitam para serem acomodadas confortavelmente.
Medidas internas da caixa de espécies menores: 10x10x10
Volume total da caixa: por volta de 1000 centímetros cúbicos (1 litro)
Medidas internas da caixa de espécies maiores: entre 15x10x10 a 15x11x11
Volume total da caixa: entre 1500 centímetros cúbicos (1,5 litros) a 1800 centímetros cúbicos (1,8 litros)

### Abelhas do gêneroFrieseomelitta[40]
Existem diversas espécies de Frieseomelittas, existem espécies tão pequenas como uma jataí que fazem ninhos extremamente pequenos, ocupando ocos em cipós secos, a espécie maiores como marmelada ou moça preta (diferente de mocinha preta). Então o tamanho ideal para tais abelhas vai variar. As abelhas do gênero Frieseomelitta são muito adaptáveis a espaços de diversos tamanhos, por isto não é incomum encontrar colônias da mesma espécie ocupando espaços menores ou maiores. No geral, tomando como base as Frieseomelittas mais comuns como a mocinha preta e a marmelada, os valores variam de 2 a 5 litros, podendo ser até mais que 5 litros para espécies maiores como a Marmelada, dependendo da disponibilidade de alimentos da região, por exemplo.
Volume mínimo: 2000 centímetros cúbicos (2 litros)
Volume máximo: 5000 centímetros cúbicos (5 litros)

## Formatos
As caixas racionais, no geral, possuem formatos quadrados (mais comum) ou retangulares (como as horizontais). No caso das caixas modelo INPA em madeira os módulos são feitos com 4 lados em medidas iguais, ou seja, quadrados. A grande maioria dos construtores de caixas estilo INPA optam pelo formato quadrado por ser mais fácil e barata sua construção. Há caixas neste modelo em formato sextavado, mas por serem de fabricação mais difícil, costumam ser mais caras, com alguns meliponicultores as adquirindo apenas por apelo estético, para se diferenciar das quadradas. Caixas fabricadas com materiais maleáveis, como concreto leve (concreto + isopor), permitem que sejam moldadas em canos de PVC dando a elas um formato circular com um oco no centro, lembrando bastante a própria geometria de um tronco de árvore com um oco no seu centro.
Existem caixas racionais modelo INPA quadradas com apelo mais estético, como formato de casas com telhado estilo V invertido.